# فلوریان هوبنر
فلوریان هوبنر (انگلیسی: Florian Hübner؛ زادهٔ ۱ مارس ۱۹۹۱) بازیکن فوتبال اهل آلمان است.
از باشگاه‌هایی که در آن بازی کرده‌است می‌توان به باشگاه فوتبال وهن ویسبادن، باشگاه فوتبال اس‌وی زاندهاوزن، و باشگاه فوتبال هانوفر ۹۶ اشاره کرد.
وی همچنین در تیم ملی فوتبال جوانان آلمان بازی کرده‌است.